# Ки (Марна)
Ки (фр. Cuis) насеље је и општина у североисточној Француској у региону Шампањ-Арден, у департману Марна која припада префектури Еперне.
По подацима из 2011. године у општини је живело 409 становника, а густина насељености је износила 49,46 становника/km². Општина се простире на површини од 8,27 km². Налази се на средњој надморској висини од 154 метара.

## Демографија
| 1962. | 1968. | 1975. | 1982. | 1990. | 1999. | 2011. |
| ----- | ----- | ----- | ----- | ----- | ----- | ----- |
| 407   | 418   | 468   | 437   | 448   | 433   | 409   |

График промене броја становника у току последњих година